# Pingala
Pingala (200 a.C.) è stato un retore indiano.
Fu autore delle Regole di metrica, antico trattato indiano che utilizza l'aritmetica per spiegare efficacemente la metrica.